# Saison 3 de Babylon 5
Chronologie
Saison 2 Saison 4
Cet article présente le guide de la troisième saison de la série télévisée américaine Babylon 5.

## Synopsis
Après la fin de la Guerre Centauri-Narn et la signature d'un traité de non-agression entre les Centauris et l'Alliance Terrienne sous l'influence de la race destructrice des Ombres, Sheridan s'est engagé dans une conspiration devenue l'Armée de la Lumière pour lutter contre ces derniers. En outre, la dictature du Régime Clark devient de plus en plus brutale, poussant la station Babylon 5 à proclamer son indépendance.

## Distribution

### Acteurs principaux
- Bruce Boxleitner (VF : Hervé Bellon ou Bruno Carna) : Capitaine John Sheridan, commandant de la station
- Claudia Christian (VF : Laurence Crouzet) : Commandant Susan Ivanova, commandant en second
- Jerry Doyle (VF : Georges Caudron) : Major Michael Garibaldi, chef de la sécurité de la station
- Richard Biggs (VF : Bertrand Liebert) : Dr Stephen Franklin, médecin-chef de la station
- Mira Furlan (VF : Véronique Augereau) : Ambassadrice Delenn de la Fédération Minbarie
- Andreas Katsulas (VF : Jean-Pierre Leroux) : Ambassadeur G'Kar du Régime Narn
- Peter Jurasik (VF : Gilbert Levy) : Ambassadeur Londo Mollari de la République Centaurie
- Ardwight Chamberlain (en) (VF : Michel Tugot-Doris ou Pierre Hatet) : Ambassadeur Kosh Naranek de l'Empire Vorlon

### Acteurs récurrents
- Bill Mumy (VF : Serge Faliu) : Lennier, attaché diplomatique de Delenn
- Stephen Furst (VF : Daniel Lafourcade) : Vir Cotto, attaché diplomatique de Londo Mollari
- Jason Carter (VF : Bernard Bollet) : Ranger Marcus Cole
- Jeff Conaway (VF : Patrick Borg) : Sergent Zack Allan, second de Garibaldi
- Patricia Tallman (VF : Marie-Laure Beneston) : Lyta Alexander, télépathe et attachée diplomatique de Kosh
- Joshua Cox : Lieutenant David Corwin, responsable du Dôme de Commande de Babylon 5
- Marianne Robertson : Technicienne du Dôme de Commande
- David Crowley : Officier Lou Welch
- William Forward : Lord Antono Refa

### Invités
- Michael O'Hare (VF : Gérard Rinaldi) : Ambassadeur Jeffrey Sinclair
- Walter Koenig (VF : Philippe Peythieu) : Alfred Bester, Agent Spécial du Corps Psi
- Ed Wasser (en) (VF : Jean-François Aupied) : M. Morden, émissaire des Ombres

## Épisodes

### Épisode 1L’Étoile céleste
- États-Unis : 6 novembre 1995

- Tucker Smallwood (Agent David Endawi)
- Ed Wasser (Mr Morden)
- Jonathan Chapman (Drosak)
- Kitty Swink (Sénatrice)
- Andrew Walker (Agent du Corps Psi)

### Épisode 2:Convictions
- États-Unis : 13 novembre 1995

- Patrick Kilpatrick (Robert Carlson)
- Louis Turenne (Frère Théo Ankises)
- Cary-Hiroyuki Tagawa (Morishi)

### Épisode 3:Au cœur du conflit
- États-Unis : 20 novembre 1995

- Stephen Macht (Ambassadeur Na'Far)
- Marshall Teague (Ta'Lon)
- Joshua Cox (Lieutenant David Corwin)
- Anne Betancourt (Dr Gonzales)

### Épisode 4:Les Jardins de Gethsemani
- États-Unis : 27 novembre 1995

- Brad Dourif (Frère Edward)
- Louis Turenne (Frère Théo Ankises)
- Robert Keith (Malcolm)
- Patricia Tallman (Lyta Alexander)

### Épisode 5:Les Voix de l’autorité
- États-Unis : 29 janvier 1996

- John Schuck (Draal)
- Shari Shattuck (Julie Musante)
- Ed Wasser (Mr Morden)
- Joshua Cox (Lieutenant David Corwin)
- Gary McGurk (Président William Morgan Clark)

### Épisode 6:Dépendance
- États-Unis : 5 février 1996

- Walter Koenig (Alfred Bester)
- Philip Moon (Ashi Van Troc)
- Julian Neil (Mr Lindstrom)
- Kim Strauss (Ambassadeur Vizak)
- Dani Thompson (Juge Zimmerman)
- Jim Norton (G'Qarn)
- Gwen McGee (Technicienne médicale)
- S. Marc Jordan (Commerçant)
- Harry Hutchinson (Garde de la sécurité)
- Walter O'Neil (Homme fou)

### Épisode 7:Exogénèse
- États-Unis : 12 février 1996

- James Warwick (Matthew Duffin)
- Wylie Small (Jacque Lee)
- Aubrey Morris (Duncan)
- Eric Steinberg (Samuel)
- Joshua Cox (Lieutenant David Corwin)

### Épisode 8:Message terrestre
- États-Unis : 19 février 1996

- Nancy Stafford (Dr Mary Kirkish)

### Épisode 9:Point de non retour
- États-Unis : 26 février 1996

- Majel Barrett (Lady Morella)
- Marshall Teague (Ta'Lon)
- Joshua Cox (Lieutenant David Corwin)
- Lewis Arquette (Général Smith)
- Ed Trotta (Lieutenant-Général O'Reilly)
- Milton James (Lord Trego)

### Épisode 10:La Fin des rêves
- États-Unis : 1er avril 1996

- Bruce McGill (Major Ed Ryan)
- Kim Miyori (Capitaine Sandra Hiroshi)
- Phil Morris (Lieutenant Bill Trainor)
- Joshua Cox (Lieutenant David Corwin)
- Rance Howard (David Sheridan)
- James Parks (Drakhen)

### Épisode 11:Renaissances
- États-Unis : 8 avril 1996

- Don Stroud (Boggs)
- Paul Perri (Sniper)
- Ed Wasser (Mr Morden)
- William Forward (Lord Antono Refa)
- Joshua Cox (Lieutenant David Corwin)
- Kim Strauss (Capitaine Lennan)
- Harlan Ellison (Sparky l'Ordinateur) (voix)

### Épisode 12:Le Secret de Vir
- États-Unis : 15 avril 1996

- Carmen Thomas (Lyndisty)
- François Giroday (Ministre du Protocole Milo Virini)
- James Jude Courtney (Assassin Narn)

### Épisode 13:Le Chevalier de la Table Ronde
- États-Unis : 22 avril 1996

- Michael York (Arthur Pendragon / Sergent Artilleur David McIntyre)
- Michael Kagan (Facteur Emmett Farquaha)

### Épisode 14:Vaisseau de larmes
- États-Unis : 29 avril 1996

- Joan McMurtrey (Carolyn Sanderson)
- Diana Morgan (Alison Higgins)

### Épisode 15:Le temps est venu
- États-Unis : 6 mai 1996

- Jennifer Balgobin (Dr Lillian Hobbs)
- Rance Howard (David Sheridan)
- Ed Wasser (Mr Morden)

### Épisode 16:La Guerre sans fin- 1/2
- États-Unis : 13 mai 1996

- Michael O'Hare (Ambassadeur Jeffrey Sinclair)
- Tim Choate (Zathras)
- Time Winters (Rathenn)
- Ardwight Chamberlain (Ambassadeur Ulkesh Naranek)
- Joshua Cox (Lieutenant David Corwin)

### Épisode 17:La Guerre sans fin- 2/2
- États-Unis : 20 mai 1996

- Michael O'Hare  (Ambassadeur Jeffrey Sinclair)
- Tim Choate (Zathras)
- Kent Broadhurst (Major Lewis Krantz)
- Bruce Morrow (Commandant en second de Babylon 4)

### Épisode 18:Le Cheminement
- Royaume-Uni : 18 août 1996
- États-Unis : 30 septembre 1996

- Jennifer Balgobin (Dr Lillian Hobbs)
- Robin Sachs (Maître de Guerre Na'Kal)
- Erica Gimpel (Cailyn James)
- Ardwight Chamberlain (Ambassadeur Ulkesh Naranek)
- Patricia Tallman (Lyta Alexander)
- Michael McKenzie (Capitaine minbari)

### Épisode 19:Le secteur Gris 17 ne répond plus
- Royaume-Uni : 1er septembre 1996
- États-Unis : 1er octobre 1996

- Robert Englund (Jeremiah)
- John Vickery (Alyt Neroon)
- Time Winters (Rathenn)

### Épisode 20:Mélodie œcuménique
- Royaume-Uni : 8 septembre 1996
- États-Unis : 14 octobre 1996

- Erick Avari (Rabbin Leo Mayers)
- Louis Turenne (Frère Théo)
- Mel Winkler (Révérend William Dexter)
- William Forward (Lord Antono Refa)
- Francois Giroday (Ministre du Protocole Milo Virini)

### Épisode 21:Instants décisifs
- Royaume-Uni : 15 septembre 1996
- États-Unis : 21 octobre 1996

- Shirley Prestia (Barbara Cooper)
- Joshua Cox (Lieutenant David Corwin)
- Mark Hendrickson (Ambassadeur Drazi)

### Épisode 22:Z’ha’dum
- Royaume-Uni : 22 septembre 1996
- États-Unis : 28 octobre 1996

- Melissa Gilbert (Anna Sheridan)
- Jeff Corey (Justin)
- Ed Wasser (Mr Morden)
- Joshua Cox (Lieutenant David Corwin)